# ليون كون
ليون كون (بالإنجليزية: Leon Kuhn)‏ هو كاريكاتيري بريطاني، ولد في 1954، وتوفي في 2013.